# Tennis ai Giochi della I Olimpiade - Doppio
Il torneo di doppio di tennis dei Giochi della I Olimpiade fu uno dei due eventi sportivi, riguardanti il tennis dei primi Giochi olimpici moderni, tenutosi ad Atene, l'8, 9 e l'11 aprile 1896.
Hanno partecipato alla competizione 10 atleti provenienti da cinque nazioni. La gara, che si tenne nel velodromo Neo Phaliron e nei campi in erba del Tennis Club Atene, era riservata ai soli atleti maschi, come tutte le competizioni dell'Olimpiade di Atene 1896.
Per quanto riguarda il medagliere, erano permesse le squadre miste (così come deciso dal CIO); infatti, alcuni partecipanti gareggiano insieme ad un compagno di nazionalità diversa, come, ad esempio, gli stessi vincitori, il tedesco Traun e l'inglese Boland. Presero parte due squadre miste, che si piazzarono al primo e terzo posto e tre coppie greche.

## Risultati

### Incontri
|  | Quarti di finale                | Quarti di finale                | Quarti di finale                | Quarti di finale                |  |  | Semifinali                     | Semifinali              | Semifinali              | Semifinali              |   |   | Finale                  | Finale | Finale | Finale |  |
|  |                                 |                                 |                                 |                                 |  |  |                                |                         |                         |                         |   |   |                         |        |        |        |  |
|  | Flack Robertson                 |                                 |                                 |                                 |  |  |                                |                         |                         |                         |   |   |                         |        |        |        |  |
|  | F Marshall G Marshall ritirati  | F Marshall G Marshall ritirati  | F Marshall G Marshall ritirati  | F Marshall G Marshall ritirati  |  |  | Flack Robertson                | Flack Robertson         | Flack Robertson         | Flack Robertson         |   |   |                         |        |        |        |  |
|  | Kasdaglis Petrokokkinos         | Kasdaglis Petrokokkinos         | Kasdaglis Petrokokkinos         | Kasdaglis Petrokokkinos         |  |  | Kasdaglis Petrokokkinos        | Kasdaglis Petrokokkinos | Kasdaglis Petrokokkinos | Kasdaglis Petrokokkinos |   |   |                         |        |        |        |  |
|  | Paspatis Rallīs                 | Paspatis Rallīs                 | Paspatis Rallīs                 | Paspatis Rallīs                 |  |  |                                |                         |                         |                         |   |   | Kasdaglis Petrokokkinos | 7      | 4      | 1      |  |
|  | Traun Boland                    | Traun Boland                    | Traun Boland                    | Traun Boland                    |  |  |                                |                         | Traun Boland            | 5                       | 6 | 6 |                         |        |        |        |  |
|  | A. Akratopoulos K. Akratopoulos | A. Akratopoulos K. Akratopoulos | A. Akratopoulos K. Akratopoulos | A. Akratopoulos K. Akratopoulos |  |  | Traun Boland                   | Traun Boland            | Traun Boland            | Traun Boland            |   |   |                         |        |        |        |  |
|  |                                 |                                 |                                 |                                 |  |  | passano il turno senza giocare |                         |                         |                         |   |   |                         |        |        |        |  |
|  |                                 |                                 |                                 |                                 |  |  |                                |                         |                         |                         |   |   |                         |        |        |        |  |

### Classifica finale
| Posizione               | Atleta                                           | Paese       |
| ----------------------- | ------------------------------------------------ | ----------- |
|                         | John Pius Boland                                 | Regno Unito |
| Fritz Traun             | Germania                                         |             |
|                         | Dionysios Kasdaglis                              | Grecia      |
| Dimitrios Petrokokkinis | Grecia                                           |             |
|                         | Edwin Flack                                      | Australia   |
| George Stuart Robertson | Regno Unito                                      |             |
| 4                       | Aristidis Akratopoulos Konstantinos Akratopoulos | Grecia      |
| 4                       | Euaggelos Rallīs Konstantinos Paspatis           | Grecia      |
| Non classificati        | Fred Marshall George Marshall                    | Regno Unito |